# Parafia św. Jana Chrzciciela w Szczecinie
Parafia pod wezwaniem Świętego Jana Chrzciciela w Szczecinie – parafia rzymskokatolicka należąca do dekanatu Szczecin-Śródmieście, archidiecezji szczecińsko-kamieńskiej, metropolii szczecińsko-kamieńskiej. Siedziba parafii mieści się w Szczecinie. Została erygowana w 1809.